# 塔恩河畔里维耶尔
塔恩河畔里维耶尔（法語：Rivière-sur-Tarn，法語發音：[ʁivjɛʁ syʁ taʁn]）是法国阿韦龙省的一个市镇，属于米约区。

## 地理
塔恩河畔里维耶尔（44°11'18"N, 3°7'51"E）面积26.08 平方千米，位于法国奧克西塔尼大區阿韦龙省，该省份为法国南部内陆省份，位于法國中央高原南部，北起顺时针与康塔爾省、洛泽尔省、加尔省、埃罗省、塔恩省、塔恩-加龙省和洛特省接壤。
与塔恩河畔里维耶尔接壤的市镇（或旧市镇、城区）包括：孔佩尔、拉克雷斯、莫斯蒂埃茹勒、阿韦龙河畔塞韦拉克、韦里耶尔、佩尔洛。

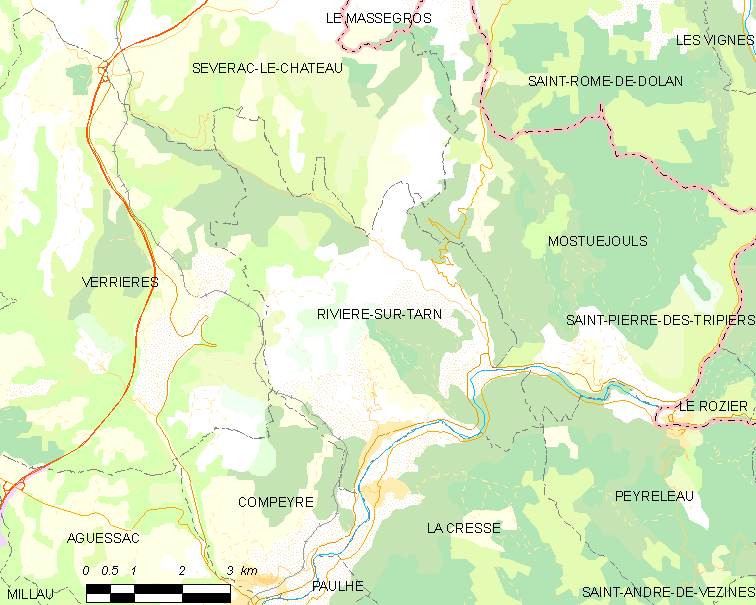
塔恩河畔里维耶尔的OSM定位图

塔恩河畔里维耶尔的时区为UTC+01:00、UTC+02:00（夏令时）。

## 行政
塔恩河畔里维耶尔的邮政编码为12640，INSEE市镇编码为12200。

## 政治
塔恩河畔里维耶尔所属的省级选区为塔恩-科斯县。

## 人口

1962-2008年间塔恩河畔里维耶尔人口变化图示

塔恩河畔里维耶尔于2022年1月1日时的人口数量为1045人。